# جيرالد أسامواه
جيرالد اسامواه (بالألمانية: Gerald Asamoah) (من مواليد 3 أكتوبر 1978 في مانبونغ، غانا) هو مهاجم كرة قدم ألماني معتزل. عُرف يقوته وسرعته.